# Synosis dilatata
Synosis dilatata là một loài tò vò trong họ Ichneumonidae.